# 雷地区莱穆捷
雷地区莱穆捷（法語：Les Moutiers-en-Retz，法語發音：[le mutje ɑ̃ ʁɛ] ⓘ）是法国大西洋卢瓦尔省的一个市镇，属于圣纳泽尔区。

## 地理
雷地区莱穆捷（47°3'48"N, 2°0'6"W）面积9.58 平方千米，位于法国卢瓦尔河地区大区大西洋卢瓦尔省，该省份为法国西北部沿海省份，位于布列塔尼半岛东南部，北起伊勒-维莱讷省，西北接莫尔比昂省，西临大西洋，南至旺代省，东临曼恩-卢瓦尔省。
与雷地区莱穆捷接壤的市镇（或旧市镇、城区）包括：雷地区拉贝尔讷里、雷地区新城、波尔尼克、布安。

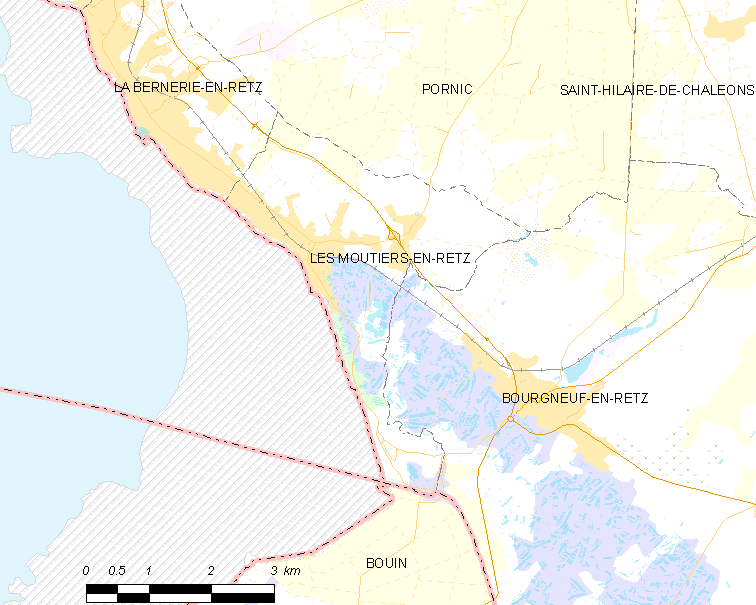
雷地区莱穆捷的OSM定位图

雷地区莱穆捷的时区为UTC+01:00、UTC+02:00（夏令时）。

## 行政
雷地区莱穆捷的邮政编码为44760，INSEE市镇编码为44106。

## 政治
雷地区莱穆捷所属的省级选区为波尔尼克县。

## 人口

1962-2008年间雷地区莱穆捷人口变化图示

雷地区莱穆捷于2022年1月1日时的人口数量为1846人。